# Pierre-Jacques-Nicolas-Gaspard de Chièvres
Pierre-Jacques-Nicolas-Gaspard de Chièvres (18 mars 1769, Aujac - 19 juin 1831, Rouen), est un homme politique français.

## Biographie
Pierre-Jacques-Nicolas-Gaspard de Chièvres est le fils de René de Chièvres, seigneur d'Aujac, capitaine de vaisseau, chevalier de l'ordre de Saint-Louis, et de Marie-Anne de Turpin du Breuil.
Il fit ses études à l'école militaire de Brienne. Il se montra, lors de la Révolution, plein de zèle pour la cause de l'Ancien Régime, et servit dans l'armée de Condé. Au retour de l'émigration, Bonaparte, dont il avait été le camarade, le nomma percepteur des contributions directes à Rouen. Il occupait encore cette situation, lorsqu'il fut élu, le 6 mars 1824, député de la Charente-Inférieure. Le ministère n'avait pas soutenu la candidature de M. de Chièvres. Il n'en vota pas moins le plus souvent, jusqu'à la fin de la législature, pour le cabinet.

## Sources
- « Pierre-Jacques-Nicolas-Gaspard de Chièvres », dans Adolphe Robert et Gaston Cougny, Dictionnaire des parlementaires français, Edgar Bourloton, 1889-1891 [détail de l’édition]